# Grodno (Mirakowo)
Grodno – kolonia wsi Mirakowo w Polsce, położona w województwie kujawsko-pomorskim, w powiecie toruńskim, w gminie Chełmża.
Kolonia wchodzi w skład sołectwa Mirakowo.
W latach 1975–1998 kolonia należała administracyjnie do województwa toruńskiego.

## Filia obozu Stutthof (KL) w Grodnie
5 tysięcy Żydówek do okolic Chełmży przyjechało latem 1944 r. w trzech transportach z KL Stutthof, gdzie trafiły głównie z Auschwitz-Birkenau, ale też z Litwy, Łotwy i Estonii. W ramach podobozu Baukommando Weichsel (Organisation Todt Thorn) kobiety wykonywały prymitywne prace np. kopały rowy przeciwczołgowe. Mieszkały pościskane w stodołach, owczarniach, przy majątkach, m.in. w Bocieniu, Szerokopasie, Grodnie. W styczniu 1945 r. Żydówki, które ocalały, zgrupowano w Grodnie, 10 km od Dźwierzna. Kobiety podzielono na komanda, w tym grabarzy do noszenia zwłok, inne do zakopywania ciał. W czasie selekcji każdej kazano przebiec 20 metrów. Żydówki, którym się nie udało rozstrzelano. W Grodnie, 25 lat po wojnie, zrobiono ekshumację i ustalono, że przed wymarszem zakopanych zostało 720 ciał. Na półwyspie Jeziora Grodno znajduje się pomnik w hołdzie kobietom narodowości żydowskiej, ofiarom hitlerowskiego faszyzmu filii Obozu Koncentracyjnego Stutthof w latach 1939-45. 

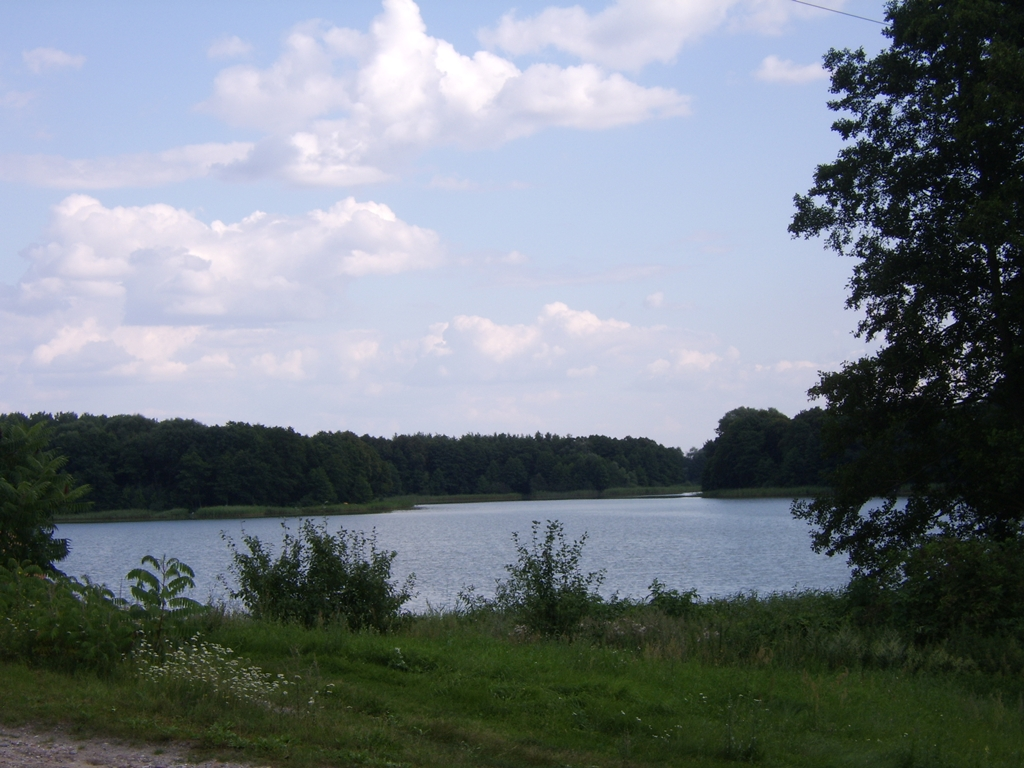
Jezioro we wsi Grodno